# Уссараманна
Уссараманна (італ. Ussaramanna, сард. Ussaramanna) — муніципалітет в Італії, у регіоні Сардинія,  провінція Медіо-Кампідано.
Уссараманна розташована на відстані близько 390 км на південний захід від Рима, 60 км на північ від Кальярі, 15 км на північ від Санлурі, 32 км на північний схід від Віллачідро.
Населення — 561 особа (2014).

## Демографія
Населення за роками:

Станом на 1 січня 2023 року в муніципалітеті офіційно проживали 4 іноземці з 4 країн, серед них 2 громадяни країн Євросоюзу.

## Сусідні муніципалітети
- Бараділі
- Баресса
- Паулі-Арбареї
- Сідді
- Туррі